# Titularbistum Hypselis
Hypselis (ital.: Ipseli) ist ein Titularbistum der römisch-katholischen Kirche.
Es geht zurück auf einen untergegangenen Bischofssitz in der antiken Stadt Schas-hotep, die in der Spätantike in der römischen Provinz Thebais lag. Der Bischofssitz gehörte der Kirchenprovinz Antinoë an.
| Titularbischöfe von Hypselis |                               |                                               |               |                    |
| Nr.                          | Name                          | Amt                                           | von           | bis                |
| 1                            | Alain-Sébastien Le Breton SMM | Apostolischer Vikar von Tamatave (Madagaskar) | 25. Mai 1939  | 14. September 1955 |
| 2                            | Jesús Serrano Pastor CMF      | Apostolischer Vikar von Darién (Panama)       | 7. April 1956 | 1997               |